# Гринлэнд-центр (Ханчжоу)
Гринлэнд-центр (Greenland Center, также известен как Hangzhou Olympic Exhibition Center) — многофункциональный комплекс небоскрёбов, расположенный в деловом центре китайского города Ханчжоу, в районе Сяошань (Qianjiang Century City), рядом с выставочным центром Hangzhou International Expo Center и спортивным комплексом Hangzhou Olympic Sports Center. 
Построен в 2022 году. Состоит из двух 67-этажных башен (310 м), выставочного и торгового центров, а также обширного общественного пространства. По состоянию на 2022 год башни Гринлэнд-центра являлись самыми высокими зданиями Ханчжоу и входили в сотню самых высоких зданий страны. Архитектором комплекса выступила чикагская фирма Skidmore, Owings & Merrill, владельцем является шанхайский оператор недвижимости Greenland Holdings. 